# Carlo Van Her
Carlo Van Her (pseudoniem van Charles Van Herbruggen) (Brussel, 12 december 1884 - aldaar, 1960) was een Belgisch kunstschilder.

## Levensloop
Hij was leerling aan de Academie van Brussel van 1905 tot 1906 en van 1909 tot 1913 (bij Jean Delville). Hij werd ook beïnvloed door de kunst van Auguste Oleffe. Zelf werd hij leraar aan de Academie van Sint-Joost-ten-Node.
Hij schilderde figuren, portretten, marines, stillevens en bloemen. Hij was ook lithograaf en etser.
Typisch in vele werken is de dik opgelegde verf met wazig wordende figuren.

## Tentoonstellingen
- Salon 1933, Gent: Democratische smulpartij, Stilleven met torso
- 1941, individuele tentoonstelling in Brussel

## Musea
- Antwerpen, K.M.S.K.
- Doornik, M.B.A.

- RKD-Nederlands Instituut voor Kunstgeschiedenis: 101048
- Union List of Artist Names: 500145275
- Virtual International Authority File: 96656448